# John Beavan

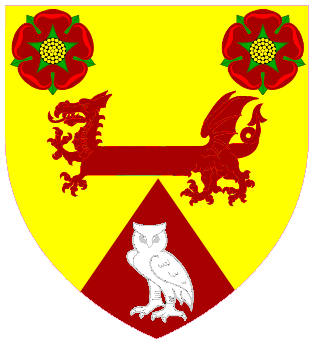
Herb lorda Ardwicka

John Cowburn Morgan Beavan, baron Ardwick (ur. 19 kwietnia 1910 w Ardwick, Manchester, zm. 18 sierpnia 1994 w Wimbledonie, Londyn) – brytyjski dziennikarz, członek Izby Lordów i poseł do Parlamentu Europejskiego.

## Życiorys
Syn Silasa Morgana Beavana i Emily Esther z domu Hussey, absolwent prywatnej szkoły Manchester Grammar School. Był reporterem, a od 1943 redaktorem gazety „Manchester Evening News”. Od 1946 do 1955 pracował w londyńskiej redakcji „The Guardian”, a od 1962 do 1964 związany z „Daily Herald”. Przeszedł następnie jako doradca do wydawcy Mirror Group. W 1970 z nominacji Harolda Wilsona wykreowany baronem Ardwick i ustanowiony parem dożywotnim w Izbie Lordów. Związał się z Partią Pracy. Od 1975 do 1979 oddelegowany do Parlamentu Europejskiego.
Od 1934 żonaty z Gladys Jones, mieli dwoje dzieci. Z dziennikarką BBC Anne Symonds miał także syna Matthew (ur. 1953), współzałożyciela „The Independent”. Córka Matthew, Carrie Johnson, została trzecią żoną Borisa Johnsona.